# Aleksandr Vasil'evič Saričev
Aleksandr Vasil'evič Saričev, scritto anche Sarichev o Sarychev nei paesi occidentali (Baku, 2 agosto 1909 – Baku, 7 dicembre 1986), è stato un compositore di scacchi sovietico di etnia azera.
Ha composto un centinaio di studi e una ventina di problemi, molti dei quali assieme al fratello gemello Kirill (1909–1950).
Nel 1979 ha ricevuto il titolo di Maestro Internazionale della composizione.
Redattore della sezione problemistica della rivista Baku.
Due studi d'esempio:
|   | a                                                                                                   | b                                                                                                   | c                                                                                                   | d                                                                                                   | e                                                                                                   | f                                                                                                   | g                                                                                                   | h                                                                                                   |   |
| 8 | b7 pedone del nero · c7 pedone del bianco · d7 re del bianco · h7 alfiere del nero · f3 re del nero | b7 pedone del nero · c7 pedone del bianco · d7 re del bianco · h7 alfiere del nero · f3 re del nero | b7 pedone del nero · c7 pedone del bianco · d7 re del bianco · h7 alfiere del nero · f3 re del nero | b7 pedone del nero · c7 pedone del bianco · d7 re del bianco · h7 alfiere del nero · f3 re del nero | b7 pedone del nero · c7 pedone del bianco · d7 re del bianco · h7 alfiere del nero · f3 re del nero | b7 pedone del nero · c7 pedone del bianco · d7 re del bianco · h7 alfiere del nero · f3 re del nero | b7 pedone del nero · c7 pedone del bianco · d7 re del bianco · h7 alfiere del nero · f3 re del nero | b7 pedone del nero · c7 pedone del bianco · d7 re del bianco · h7 alfiere del nero · f3 re del nero | 8 |
| 7 | b7 pedone del nero · c7 pedone del bianco · d7 re del bianco · h7 alfiere del nero · f3 re del nero | b7 pedone del nero · c7 pedone del bianco · d7 re del bianco · h7 alfiere del nero · f3 re del nero | b7 pedone del nero · c7 pedone del bianco · d7 re del bianco · h7 alfiere del nero · f3 re del nero | b7 pedone del nero · c7 pedone del bianco · d7 re del bianco · h7 alfiere del nero · f3 re del nero | b7 pedone del nero · c7 pedone del bianco · d7 re del bianco · h7 alfiere del nero · f3 re del nero | b7 pedone del nero · c7 pedone del bianco · d7 re del bianco · h7 alfiere del nero · f3 re del nero | b7 pedone del nero · c7 pedone del bianco · d7 re del bianco · h7 alfiere del nero · f3 re del nero | b7 pedone del nero · c7 pedone del bianco · d7 re del bianco · h7 alfiere del nero · f3 re del nero | 7 |
| 6 | b7 pedone del nero · c7 pedone del bianco · d7 re del bianco · h7 alfiere del nero · f3 re del nero | b7 pedone del nero · c7 pedone del bianco · d7 re del bianco · h7 alfiere del nero · f3 re del nero | b7 pedone del nero · c7 pedone del bianco · d7 re del bianco · h7 alfiere del nero · f3 re del nero | b7 pedone del nero · c7 pedone del bianco · d7 re del bianco · h7 alfiere del nero · f3 re del nero | b7 pedone del nero · c7 pedone del bianco · d7 re del bianco · h7 alfiere del nero · f3 re del nero | b7 pedone del nero · c7 pedone del bianco · d7 re del bianco · h7 alfiere del nero · f3 re del nero | b7 pedone del nero · c7 pedone del bianco · d7 re del bianco · h7 alfiere del nero · f3 re del nero | b7 pedone del nero · c7 pedone del bianco · d7 re del bianco · h7 alfiere del nero · f3 re del nero | 6 |
| 5 | b7 pedone del nero · c7 pedone del bianco · d7 re del bianco · h7 alfiere del nero · f3 re del nero | b7 pedone del nero · c7 pedone del bianco · d7 re del bianco · h7 alfiere del nero · f3 re del nero | b7 pedone del nero · c7 pedone del bianco · d7 re del bianco · h7 alfiere del nero · f3 re del nero | b7 pedone del nero · c7 pedone del bianco · d7 re del bianco · h7 alfiere del nero · f3 re del nero | b7 pedone del nero · c7 pedone del bianco · d7 re del bianco · h7 alfiere del nero · f3 re del nero | b7 pedone del nero · c7 pedone del bianco · d7 re del bianco · h7 alfiere del nero · f3 re del nero | b7 pedone del nero · c7 pedone del bianco · d7 re del bianco · h7 alfiere del nero · f3 re del nero | b7 pedone del nero · c7 pedone del bianco · d7 re del bianco · h7 alfiere del nero · f3 re del nero | 5 |
| 4 | b7 pedone del nero · c7 pedone del bianco · d7 re del bianco · h7 alfiere del nero · f3 re del nero | b7 pedone del nero · c7 pedone del bianco · d7 re del bianco · h7 alfiere del nero · f3 re del nero | b7 pedone del nero · c7 pedone del bianco · d7 re del bianco · h7 alfiere del nero · f3 re del nero | b7 pedone del nero · c7 pedone del bianco · d7 re del bianco · h7 alfiere del nero · f3 re del nero | b7 pedone del nero · c7 pedone del bianco · d7 re del bianco · h7 alfiere del nero · f3 re del nero | b7 pedone del nero · c7 pedone del bianco · d7 re del bianco · h7 alfiere del nero · f3 re del nero | b7 pedone del nero · c7 pedone del bianco · d7 re del bianco · h7 alfiere del nero · f3 re del nero | b7 pedone del nero · c7 pedone del bianco · d7 re del bianco · h7 alfiere del nero · f3 re del nero | 4 |
| 3 | b7 pedone del nero · c7 pedone del bianco · d7 re del bianco · h7 alfiere del nero · f3 re del nero | b7 pedone del nero · c7 pedone del bianco · d7 re del bianco · h7 alfiere del nero · f3 re del nero | b7 pedone del nero · c7 pedone del bianco · d7 re del bianco · h7 alfiere del nero · f3 re del nero | b7 pedone del nero · c7 pedone del bianco · d7 re del bianco · h7 alfiere del nero · f3 re del nero | b7 pedone del nero · c7 pedone del bianco · d7 re del bianco · h7 alfiere del nero · f3 re del nero | b7 pedone del nero · c7 pedone del bianco · d7 re del bianco · h7 alfiere del nero · f3 re del nero | b7 pedone del nero · c7 pedone del bianco · d7 re del bianco · h7 alfiere del nero · f3 re del nero | b7 pedone del nero · c7 pedone del bianco · d7 re del bianco · h7 alfiere del nero · f3 re del nero | 3 |
| 2 | b7 pedone del nero · c7 pedone del bianco · d7 re del bianco · h7 alfiere del nero · f3 re del nero | b7 pedone del nero · c7 pedone del bianco · d7 re del bianco · h7 alfiere del nero · f3 re del nero | b7 pedone del nero · c7 pedone del bianco · d7 re del bianco · h7 alfiere del nero · f3 re del nero | b7 pedone del nero · c7 pedone del bianco · d7 re del bianco · h7 alfiere del nero · f3 re del nero | b7 pedone del nero · c7 pedone del bianco · d7 re del bianco · h7 alfiere del nero · f3 re del nero | b7 pedone del nero · c7 pedone del bianco · d7 re del bianco · h7 alfiere del nero · f3 re del nero | b7 pedone del nero · c7 pedone del bianco · d7 re del bianco · h7 alfiere del nero · f3 re del nero | b7 pedone del nero · c7 pedone del bianco · d7 re del bianco · h7 alfiere del nero · f3 re del nero | 2 |
| 1 | b7 pedone del nero · c7 pedone del bianco · d7 re del bianco · h7 alfiere del nero · f3 re del nero | b7 pedone del nero · c7 pedone del bianco · d7 re del bianco · h7 alfiere del nero · f3 re del nero | b7 pedone del nero · c7 pedone del bianco · d7 re del bianco · h7 alfiere del nero · f3 re del nero | b7 pedone del nero · c7 pedone del bianco · d7 re del bianco · h7 alfiere del nero · f3 re del nero | b7 pedone del nero · c7 pedone del bianco · d7 re del bianco · h7 alfiere del nero · f3 re del nero | b7 pedone del nero · c7 pedone del bianco · d7 re del bianco · h7 alfiere del nero · f3 re del nero | b7 pedone del nero · c7 pedone del bianco · d7 re del bianco · h7 alfiere del nero · f3 re del nero | b7 pedone del nero · c7 pedone del bianco · d7 re del bianco · h7 alfiere del nero · f3 re del nero | 1 |
|   | a                                                                                                   | b                                                                                                   | c                                                                                                   | d                                                                                                   | e                                                                                                   | f                                                                                                   | g                                                                                                   | h                                                                                                   |   |

Soluzione:
1. Rc8!  b5

2. Rd7  Af5+

3. Rd6  b4

4. Re5  Rg4

|   | a | b | c | d | e | f | g | h |   |
| 8 | a8 cavallo del nero · h7 re del nero · e6 pedone del nero · a5 alfiere del bianco · g4 cavallo del bianco · g1 re del bianco | a8 cavallo del nero · h7 re del nero · e6 pedone del nero · a5 alfiere del bianco · g4 cavallo del bianco · g1 re del bianco | a8 cavallo del nero · h7 re del nero · e6 pedone del nero · a5 alfiere del bianco · g4 cavallo del bianco · g1 re del bianco | a8 cavallo del nero · h7 re del nero · e6 pedone del nero · a5 alfiere del bianco · g4 cavallo del bianco · g1 re del bianco | a8 cavallo del nero · h7 re del nero · e6 pedone del nero · a5 alfiere del bianco · g4 cavallo del bianco · g1 re del bianco | a8 cavallo del nero · h7 re del nero · e6 pedone del nero · a5 alfiere del bianco · g4 cavallo del bianco · g1 re del bianco | a8 cavallo del nero · h7 re del nero · e6 pedone del nero · a5 alfiere del bianco · g4 cavallo del bianco · g1 re del bianco | a8 cavallo del nero · h7 re del nero · e6 pedone del nero · a5 alfiere del bianco · g4 cavallo del bianco · g1 re del bianco | 8 |
| 7 | a8 cavallo del nero · h7 re del nero · e6 pedone del nero · a5 alfiere del bianco · g4 cavallo del bianco · g1 re del bianco | a8 cavallo del nero · h7 re del nero · e6 pedone del nero · a5 alfiere del bianco · g4 cavallo del bianco · g1 re del bianco | a8 cavallo del nero · h7 re del nero · e6 pedone del nero · a5 alfiere del bianco · g4 cavallo del bianco · g1 re del bianco | a8 cavallo del nero · h7 re del nero · e6 pedone del nero · a5 alfiere del bianco · g4 cavallo del bianco · g1 re del bianco | a8 cavallo del nero · h7 re del nero · e6 pedone del nero · a5 alfiere del bianco · g4 cavallo del bianco · g1 re del bianco | a8 cavallo del nero · h7 re del nero · e6 pedone del nero · a5 alfiere del bianco · g4 cavallo del bianco · g1 re del bianco | a8 cavallo del nero · h7 re del nero · e6 pedone del nero · a5 alfiere del bianco · g4 cavallo del bianco · g1 re del bianco | a8 cavallo del nero · h7 re del nero · e6 pedone del nero · a5 alfiere del bianco · g4 cavallo del bianco · g1 re del bianco | 7 |
| 6 | a8 cavallo del nero · h7 re del nero · e6 pedone del nero · a5 alfiere del bianco · g4 cavallo del bianco · g1 re del bianco | a8 cavallo del nero · h7 re del nero · e6 pedone del nero · a5 alfiere del bianco · g4 cavallo del bianco · g1 re del bianco | a8 cavallo del nero · h7 re del nero · e6 pedone del nero · a5 alfiere del bianco · g4 cavallo del bianco · g1 re del bianco | a8 cavallo del nero · h7 re del nero · e6 pedone del nero · a5 alfiere del bianco · g4 cavallo del bianco · g1 re del bianco | a8 cavallo del nero · h7 re del nero · e6 pedone del nero · a5 alfiere del bianco · g4 cavallo del bianco · g1 re del bianco | a8 cavallo del nero · h7 re del nero · e6 pedone del nero · a5 alfiere del bianco · g4 cavallo del bianco · g1 re del bianco | a8 cavallo del nero · h7 re del nero · e6 pedone del nero · a5 alfiere del bianco · g4 cavallo del bianco · g1 re del bianco | a8 cavallo del nero · h7 re del nero · e6 pedone del nero · a5 alfiere del bianco · g4 cavallo del bianco · g1 re del bianco | 6 |
| 5 | a8 cavallo del nero · h7 re del nero · e6 pedone del nero · a5 alfiere del bianco · g4 cavallo del bianco · g1 re del bianco | a8 cavallo del nero · h7 re del nero · e6 pedone del nero · a5 alfiere del bianco · g4 cavallo del bianco · g1 re del bianco | a8 cavallo del nero · h7 re del nero · e6 pedone del nero · a5 alfiere del bianco · g4 cavallo del bianco · g1 re del bianco | a8 cavallo del nero · h7 re del nero · e6 pedone del nero · a5 alfiere del bianco · g4 cavallo del bianco · g1 re del bianco | a8 cavallo del nero · h7 re del nero · e6 pedone del nero · a5 alfiere del bianco · g4 cavallo del bianco · g1 re del bianco | a8 cavallo del nero · h7 re del nero · e6 pedone del nero · a5 alfiere del bianco · g4 cavallo del bianco · g1 re del bianco | a8 cavallo del nero · h7 re del nero · e6 pedone del nero · a5 alfiere del bianco · g4 cavallo del bianco · g1 re del bianco | a8 cavallo del nero · h7 re del nero · e6 pedone del nero · a5 alfiere del bianco · g4 cavallo del bianco · g1 re del bianco | 5 |
| 4 | a8 cavallo del nero · h7 re del nero · e6 pedone del nero · a5 alfiere del bianco · g4 cavallo del bianco · g1 re del bianco | a8 cavallo del nero · h7 re del nero · e6 pedone del nero · a5 alfiere del bianco · g4 cavallo del bianco · g1 re del bianco | a8 cavallo del nero · h7 re del nero · e6 pedone del nero · a5 alfiere del bianco · g4 cavallo del bianco · g1 re del bianco | a8 cavallo del nero · h7 re del nero · e6 pedone del nero · a5 alfiere del bianco · g4 cavallo del bianco · g1 re del bianco | a8 cavallo del nero · h7 re del nero · e6 pedone del nero · a5 alfiere del bianco · g4 cavallo del bianco · g1 re del bianco | a8 cavallo del nero · h7 re del nero · e6 pedone del nero · a5 alfiere del bianco · g4 cavallo del bianco · g1 re del bianco | a8 cavallo del nero · h7 re del nero · e6 pedone del nero · a5 alfiere del bianco · g4 cavallo del bianco · g1 re del bianco | a8 cavallo del nero · h7 re del nero · e6 pedone del nero · a5 alfiere del bianco · g4 cavallo del bianco · g1 re del bianco | 4 |
| 3 | a8 cavallo del nero · h7 re del nero · e6 pedone del nero · a5 alfiere del bianco · g4 cavallo del bianco · g1 re del bianco | a8 cavallo del nero · h7 re del nero · e6 pedone del nero · a5 alfiere del bianco · g4 cavallo del bianco · g1 re del bianco | a8 cavallo del nero · h7 re del nero · e6 pedone del nero · a5 alfiere del bianco · g4 cavallo del bianco · g1 re del bianco | a8 cavallo del nero · h7 re del nero · e6 pedone del nero · a5 alfiere del bianco · g4 cavallo del bianco · g1 re del bianco | a8 cavallo del nero · h7 re del nero · e6 pedone del nero · a5 alfiere del bianco · g4 cavallo del bianco · g1 re del bianco | a8 cavallo del nero · h7 re del nero · e6 pedone del nero · a5 alfiere del bianco · g4 cavallo del bianco · g1 re del bianco | a8 cavallo del nero · h7 re del nero · e6 pedone del nero · a5 alfiere del bianco · g4 cavallo del bianco · g1 re del bianco | a8 cavallo del nero · h7 re del nero · e6 pedone del nero · a5 alfiere del bianco · g4 cavallo del bianco · g1 re del bianco | 3 |
| 2 | a8 cavallo del nero · h7 re del nero · e6 pedone del nero · a5 alfiere del bianco · g4 cavallo del bianco · g1 re del bianco | a8 cavallo del nero · h7 re del nero · e6 pedone del nero · a5 alfiere del bianco · g4 cavallo del bianco · g1 re del bianco | a8 cavallo del nero · h7 re del nero · e6 pedone del nero · a5 alfiere del bianco · g4 cavallo del bianco · g1 re del bianco | a8 cavallo del nero · h7 re del nero · e6 pedone del nero · a5 alfiere del bianco · g4 cavallo del bianco · g1 re del bianco | a8 cavallo del nero · h7 re del nero · e6 pedone del nero · a5 alfiere del bianco · g4 cavallo del bianco · g1 re del bianco | a8 cavallo del nero · h7 re del nero · e6 pedone del nero · a5 alfiere del bianco · g4 cavallo del bianco · g1 re del bianco | a8 cavallo del nero · h7 re del nero · e6 pedone del nero · a5 alfiere del bianco · g4 cavallo del bianco · g1 re del bianco | a8 cavallo del nero · h7 re del nero · e6 pedone del nero · a5 alfiere del bianco · g4 cavallo del bianco · g1 re del bianco | 2 |
| 1 | a8 cavallo del nero · h7 re del nero · e6 pedone del nero · a5 alfiere del bianco · g4 cavallo del bianco · g1 re del bianco | a8 cavallo del nero · h7 re del nero · e6 pedone del nero · a5 alfiere del bianco · g4 cavallo del bianco · g1 re del bianco | a8 cavallo del nero · h7 re del nero · e6 pedone del nero · a5 alfiere del bianco · g4 cavallo del bianco · g1 re del bianco | a8 cavallo del nero · h7 re del nero · e6 pedone del nero · a5 alfiere del bianco · g4 cavallo del bianco · g1 re del bianco | a8 cavallo del nero · h7 re del nero · e6 pedone del nero · a5 alfiere del bianco · g4 cavallo del bianco · g1 re del bianco | a8 cavallo del nero · h7 re del nero · e6 pedone del nero · a5 alfiere del bianco · g4 cavallo del bianco · g1 re del bianco | a8 cavallo del nero · h7 re del nero · e6 pedone del nero · a5 alfiere del bianco · g4 cavallo del bianco · g1 re del bianco | a8 cavallo del nero · h7 re del nero · e6 pedone del nero · a5 alfiere del bianco · g4 cavallo del bianco · g1 re del bianco | 1 |
|   | a | b | c | d | e | f | g | h |   |

Soluzione:
1. Ce5  Rg7

2. Ad8  Rf8

3. Rf2  Re8

4. Aa5  Re7

5. Re3  Rd6

6. Rd4  Cc7